# André Delavie
Pour les articles homonymes, voir Delavie.
André Delavie (né à Vayres le 27 juin 1882 et mort à Paris le 3 avril 1951) est un professeur de sciences, connu comme l’inventeur des postes d’écoute des lignes allemandes pendant la guerre 1914-1918.

## Les débuts
Fils d’agriculteurs, il entre à l’École normale de Limoges en 1897. Devenu instituteur à l’âge de 18 ans, il enseigne à Maisonnais, Saint-Laurent-sur-Gorre et Rochechouart. Nommé maître interne à l’école « pratique » de Vierzon, il reprend des études qui le conduisent au professorat de mathématiques, physique, électricité. Il enseigne l’électricité à Roanne en 1909, à Rennes, puis à Vierzon en 1912.

### Première Guerre mondiale
Mobilisé comme sergent au 95e régiment d'infanterie à Bourges, il est envoyé au front en octobre 1914 ; il est promu adjudant puis sous-lieutenant. En mars, le colonel de Malleray le nomme officier téléphoniste, à la tête de 30 téléphonistes. Ils sont chargés des lignes de téléphone reliant les postes de commandement via les boyaux d’accès. Delavie fait donner aux fils un parcours qui les abrite le plus possible des éclats d’obus. Au cours d’une série d’attaques qui durent cinq jours, les fils ne sont pas coupés, et ce fait est si nouveau et si important que le 20 mars, il est signalé au commandant.

## La guerre du renseignement
Intercepter les communications, casser les codes utilisés et percer les intentions ennemies, c’est une règle de base pendant la guerre. Ainsi plusieurs officiers se sont attachés à déchiffrer les messages ennemis, comme le commandant François Cartier (1862-1953) et le lieutenant Georges Painvin (1886-1980), puis plus tard Paul Rousselot (1883-1966) et Pierre Binder (1890-1963). Mais si l’on peut écouter l’ennemi in situ, des interprètes peuvent immédiatement donner des indications précieuses sur les mouvements ou intentions ennemis.

## Le début des écoutes
Dans la quinzaine du 5 au 20 mars 1915, un autre fait a attiré l’attention du sous-lieutenant Delavie. Il s’aperçoit, en écoutant sur une de ses lignes, qu’on entend les communications échangées sur d’autres. Ce sont des mélanges, lui disent ses hommes, et on ne peut les éviter. Bien loin d’être satisfait d’une telle explication, le sous-lieutenant examine les lignes dans leur construction ainsi que les tableaux auxquelles elles aboutissent et s’assure qu’aucun contact pouvant provoquer un mélange n’est possible. Il en construit une parfaitement isolée des autres, entre son central de Saint-Agnant, la cote 360 et le camp des réserves de Ronval (forêt d’Apremont), et constate qu’on entend les conversations des lignes voisines ! Dans les postes téléphoniques les plus avancés, les téléphonistes qu’il questionne lui disent et il s’en rend compte qu’on perçoit sur nos lignes, un peu faibles, des mots étrangers.

## La découverte
L’idée géniale jaillit : profiter de ce phénomène pour surprendre les communications téléphoniques allemandes ! Le problème vient des prises de terre à l’extrémité : en les éloignant de plusieurs dizaines de mètres de celles des prises de terre des postes téléphoniques, on peut capter des courants de retour ; et comme les lignes allemandes sont proches, parfois à 50 mètres, on entend distinctement les conversations ennemies !
Le 3 avril, Delavie écrit dans son journal : 

« Le capitaine du génie Salmon, ancien élève de Polytechnique, est venu ce matin ; il ne voulait pas se rendre à l’évidence ; je lui ai prouvé par la théorie que les choses pouvaient se passer telles que je les avais expliquées et ensuite je l’ai amené voir l’expérience elle-même ; je lui ai fait contrôler jusque dans les moindres détails de façon qu’il n’y ait pas de doute. Il a très bien entendu et sa réponse définitive a été celle-ci que je transcris malgré son allure militaire : « Eh bien, vous m’avez foutu sur le cul ! »

Le 2 mai, il écrit que son « invention est en route : le corps d’armée en a tiré un certain nombre ». Deux jours plus tard, il affirme : « Mes expériences ont réussi au-delà de toute espérance. Je puis capter à mon gré toutes les communications téléphoniques. Je vais aménager des appareils pour l’écoute des Allemands. Dès hier, on les a entendus chanter dans leurs trous, rire, se moquer du 75, régler le tir, etc. Dans quelques jours, je crois que nous les entendrons comme si nous y étions ». Les généraux d’abord sceptiques furent conquis par les résultats et créèrent une organisation pour les exploiter à grande échelle.

## Extension au Corps d’armée
Le poste d'écoute est un incomparable moyen d'information sur l'ennemi terré en face des positions françaises, sur son organisation, les noms d'officiers, les numéros de régiments, la vie de tous les instants ; ainsi, le 21 mai : « interception surprise de la relève de deux compagnies ; avec celles qui venaient cela faisait un bataillon ; on a su l'heure, 5 heures ; l'artillerie prévenue les a arrosés de mitraille ; les 75 arrivaient par 24 à la fois. Ils en ont été abasourdis ».
Les Allemands sont fort surpris et se demandent ce qu’il se passe. On entend leur commandant dire :

« C'est un peu raide quand même. Voilà trois fois que les Français nous font ça ; une première fois pour les bataillons qui allaient attaquer à la Vaux-Ferry qu'ils ont pris sous leurs feux dès le point de rassemblement ; la deuxième fois, pour le bataillon de Landsturm qu'on a fait monter et qui a eu tant de mal, et aujourd'hui. On ne peut plus remuer une compagnie sans recevoir un ouragan de mitraille. »

Le 4 juin 1915, Delavie reçoit une citation à l’ordre de la 1ère armée. Ordre n°190 : « Intelligent, zélé, compétent, a réalisé dans son emploi de chef de réseau téléphonique de tranchée des perfectionnements du plus haut intérêt. Officier de grande bravoure donnant l’exemple du devoir et de l’énergie ».
Le 3 octobre 1915, il reçoit la Légion d’Honneur n°1703 D, avec cette citation : « Savant ingénieur, qui a fait des découvertes remarquables et qui journellement fait preuve du plus beau courage pour leur faire produire des résultats efficaces. Signé Joffre ».

## La fin des écoutes
Lors de l’attaque de Verdun, déclenchée le 16 février 1916, sur laquelle l’écoute, pour sa part, avait fourni des renseignements, les Allemands prennent un de ces postes « miraculeux », et cette fois, vont découvrir le système mis en place par André Delavie. Cependant l’arrivée en juin d’amplificateurs va permettre à l’écoute de redevenir fructueuse pour un certain temps…
En novembre 1917, il reçoit une citation à l’ordre de la 8e armée, du général Girard (ordre n°180) :
« Par sa rare compétence, son absolu dévouement, son exemple et son mépris du danger, a acquis un très grand ascendant sur le personnel de service spécial dont il est chargé. A donné à plusieurs reprises des preuves de sa bravoure, spécialement le 2 novembre 1917, en dirigeant lui-même la pose de lignes d’écoute en avant de nos premiers réseaux". Signé Pétain ».

### Après la guerre
Après l’armistice, le lieutenant Delavie est envoyé avec tous ses hommes en occupation à Landau dans le Palatinat. C’est là qu'il est promu capitaine le 26 mars 1919.
Rendu à la vie civile, Delavie est nommé directeur du collège technique de Puteaux. En 1939 il est mobilisé comme capitaine instructeur, professeur d’électricité à l’école militaire de Saint-Maixant. Il prend sa retraite en 1945 et décède le 3 avril 1951 à Paris ; il est inhumé à Vayres.

## Vie privée
Fils de Simon Delavie et Marie Deville, André Delavie s’est marié en septembre 1912 à Rochechouart avec Gabrielle Lagarnaudie ; ils auront 3 enfants.

## Distinction
- Chevalier de la Légion d'honneur